# Hirsch-Apotheke (Bergisch Gladbach)

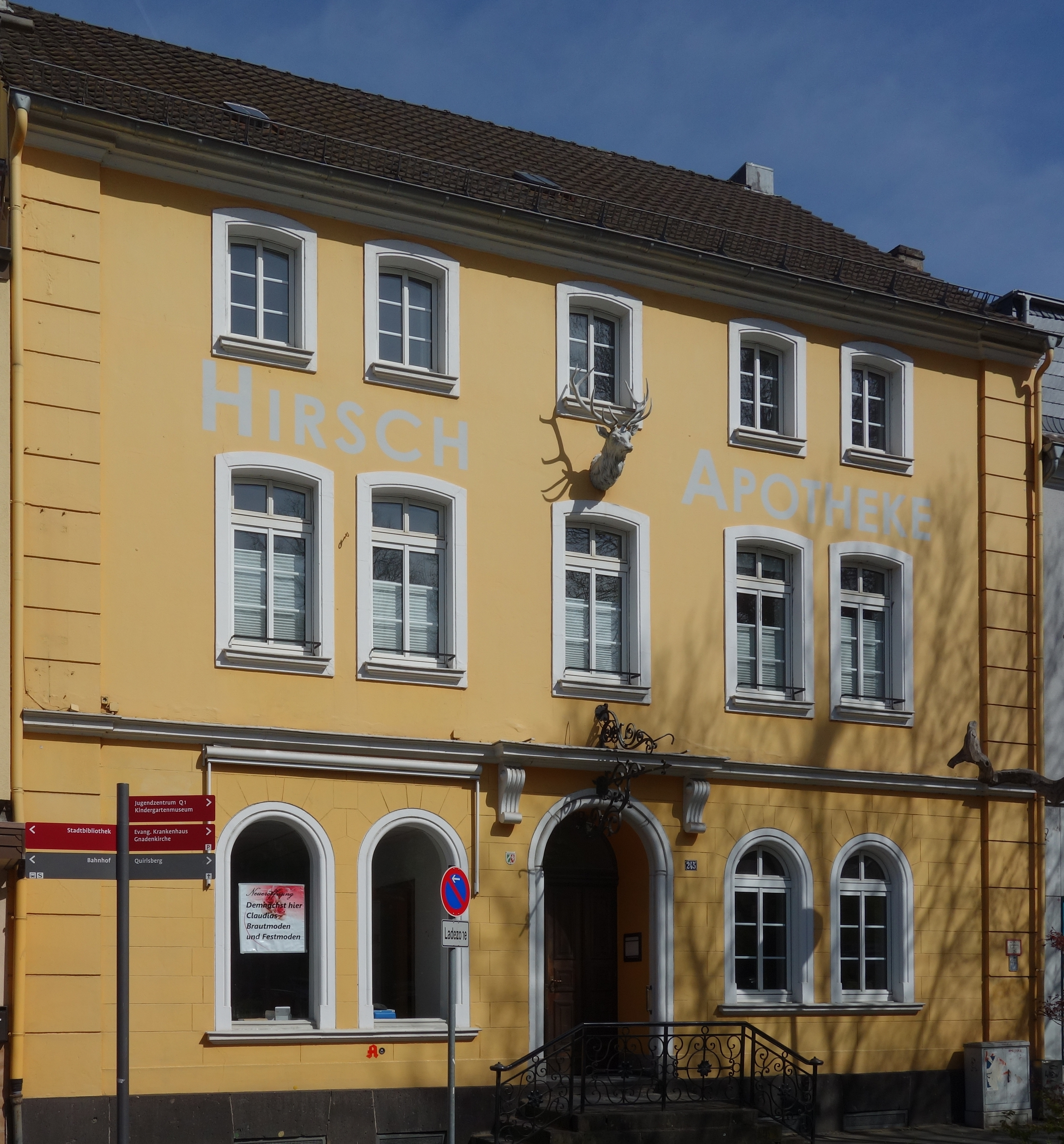
Ehemalige Hirsch-Apotheke

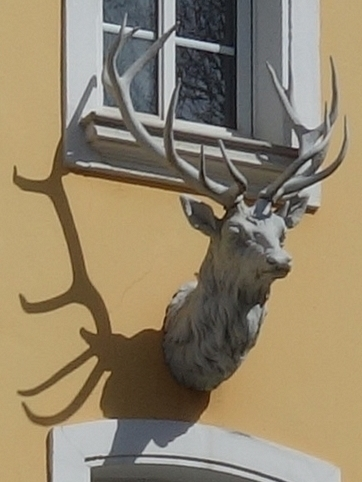
Hirschkopf an der Fassade

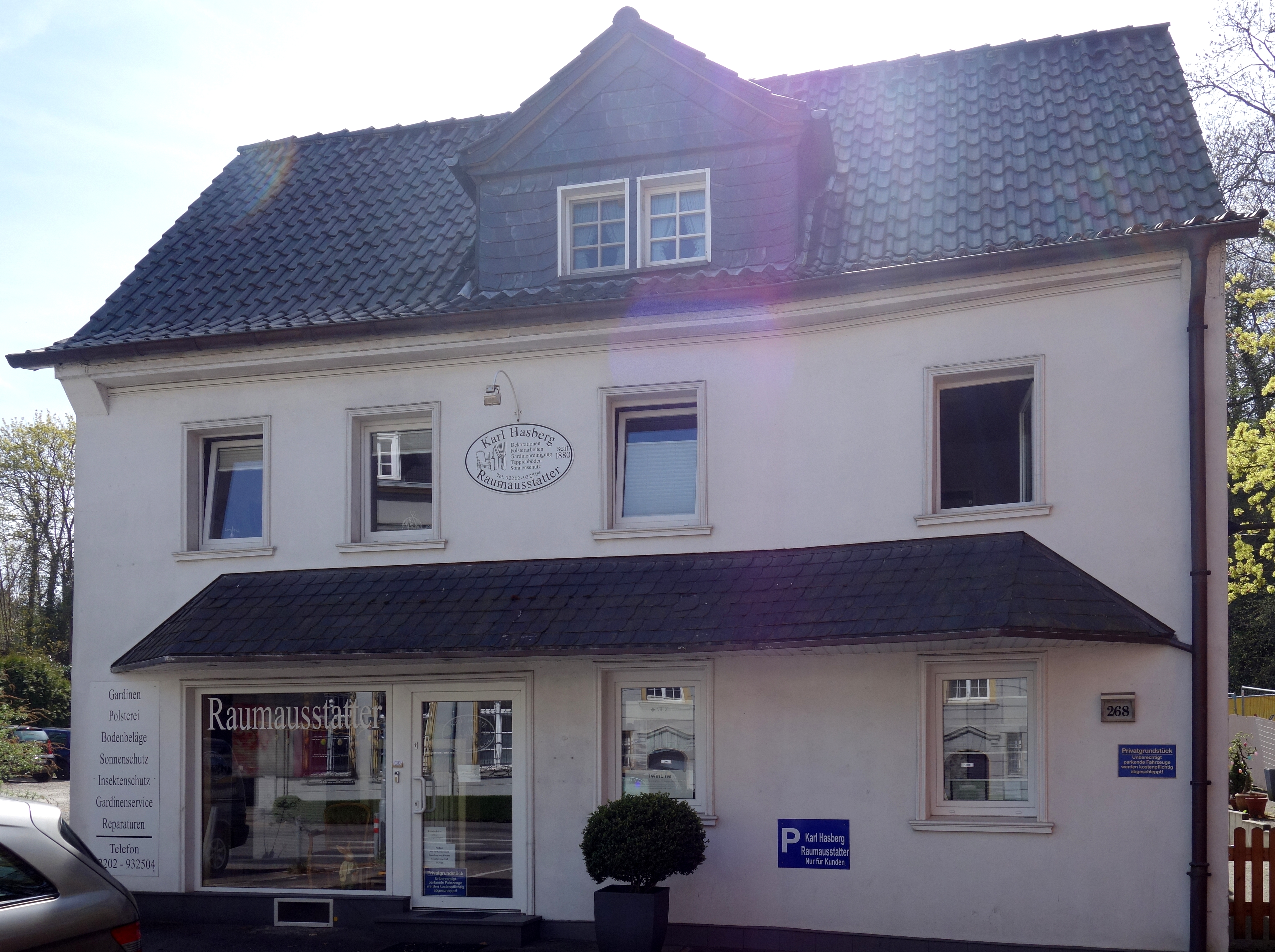
Vorgängergebäude

Die Hirsch-Apotheke ist eine denkmalgeschützte ehemalige Apotheke in der großen kreisangehörigen Stadt Bergisch Gladbach im Rheinisch-Bergischen Kreis in Nordrhein-Westfalen.

## Vorgeschichte
Im Zuge der  fortschreitenden Industrialisierung stiegen die Einwohnerzahl der Stadt Bergisch Gladbach und damit auch die Zahl der dort niedergelassenen Ärzte in der Region stetig an. Am 31. Dezember 1821 wurde zunächst die Adler-Apotheke von der preußischen Regierung in Köln konzessioniert und im September 1822 im Bensberger Schloss eröffnet. Da es zu wenige Apotheken in der Region gab, mussten viele Kunden von weither nach Bensberg anreisen, um ihre Rezepte zu bekommen.

## Geschichte vom 19. bis zum 21. Jahrhundert
Um auch die Kürtener, Burscheider und Odenthaler Bürger zu versorgen, beantragte im August 1858 die Stadt Bergisch Gladbach beim Königlichen Landrat in Mülheim die Konzession für eine eigene Apotheke. Es folgten mehrjährige Auseinandersetzungen, bis schließlich am 12. Januar 1861 die Niederlassung einer Apotheke in Bergisch Gladbach genehmigt wurde. Das Amtsblatt der Kölner Regierung rief zur Bewerbung um die Konzession auf. Dem Aufruf folgten 27 Pharmazeuten, unter ihnen Ludwig Kästner, der die Konzession erhielt.
Zunächst zog Kästner für zweieinhalb Jahre in die Hauptstraße 268 ein, wo sich heute die Geschäftsräume eines Raumausstatters befinden. Zur Einrichtung seiner Apotheke, die vor der Eröffnung von einer Regierungskommission und dem Bürgermeister besichtigt und geprüft worden war, gehörten ein Labor, eine Materialkammer, ein Trockenboden, ein Keller sowie ein Herbarium mit 700 verschiedenen Heilpflanzen. Das Sortiment der Apotheke umfasste 565 Arzneimittel.
1863 verlagerte Kästner seine Apotheke in einen Neubau an der Hauptstraße 245. Schon im darauf folgenden Jahr verkaufte er sie mitsamt dem umfangreichen Inventar an den Chemiker Carl Hermann Boddin.
Nach weiteren Besitzerwechseln erhielt die Apotheke den Namen Hirsch-Apotheke. Im Mai 1903 wurde sie von dem Pharmazeuten Richard Cohaus dem Älteren übernommen, der 1925 starb. Im selben Jahr eröffnete am Bergischen Löwen die zweite Apotheke in Bergisch Gladbach.
Bis 2021 wurde die Hirsch-Apotheke von Cornelia Cohaus-Stößel geführt. 2022 soll dort ein Modegeschäft eröffnen.

## Denkmalschutz
Die Hirsch-Apotheke wurde am 3. Mai 2021 unter der Nummer 217 in die Liste der Baudenkmäler in Bergisch Gladbach eingetragen.